# ダンシュタット＝シャウエルンハイム
ダンシュタット＝シャウエルンハイム (独: Dannstadt-Schauernheim)はドイツ連邦共和国 ラインラント＝プファルツ州ライン＝プファルツ郡にある町村。ダンシュタット＝シャウエルンハイム連合自治体 (独: Verbandsgemeinde Dannstadt-Schauernheim) の行政庁所在地である。
ルートヴィヒスハーフェン・アム・ラインの南西約11kmに位置する。

## 姉妹都市
ダンシュタット＝シャウエルンハイムは以下の自治体と姉妹都市である。
- シャックシュテット (Schackstedt)（ザクセン＝アンハルト州 1991年から）
- ベテニー (Bétheny)（フランス 2006年から）